# لک‌لک رنگین
لک‌لک رنگین (نام علمی: Mycteria leucocephala) نام یک گونه از تیره لک‌لکان است.
به این پرنده در زبان عامیانه (حاجی لک‌لک رنگین) نیز گفته می‌شود.